# Prionolabis astans
Prionolabis astans är en tvåvingeart som beskrevs av Jaroslav Stary 1982. Prionolabis astans ingår i släktet Prionolabis och familjen småharkrankar. Inga underarter finns listade i Catalogue of Life.